# 米拉申科夫街站
米拉申科夫街站（羅馬化：Ulitsa Milashenkova）是莫斯科單軌鐵路的一個車站。車站位於莫斯科東北行政區布特爾斯卡區。

## 歷史
車站在2004年11月20日連同其餘4個車站一同啟用。全線只有兩列列車同時營運，班次為30分鐘一班，開放時間由10時至16時。乘客只能在此站下車。2008年1月10日路線開始在6時50分至23時營運，並容許在任何車站上下車。車票價格也由50盧布降至19盧布。